# Khalkhgol
 (février 2015).
Si vous disposez d'ouvrages ou d'articles de référence ou si vous connaissez des sites web de qualité traitant du thème abordé ici, merci de compléter l'article en donnant les références utiles à sa vérifiabilité et en les liant à la section « Notes et références ».
Khalkhgol ou Khalkha gol (mongol : ᠬᠠᠯᠬᠠ
ᠭᠣᠣᠯ, VPMC : qalqa gool, cyrillique : Халх гол, MNS : Khalkhgol, littéralement Rivière Khalkha), est un sum de l'aïmag de Dornod, en Mongolie, situé sur la rivière éponyme, la Khalkha.
C'est un sum frontalier avec la ville-préfecture de Hulunbuir, dans la Région autonome de Mongolie-Intérieure, en République populaire de Chine.